# John Callen
John Callen (4 de novembro de 1946) é um ator e diretor nascido na Inglaterra e naturalizado neozelandês. Ele é mais conhecido por ter interpretado o anão Óin na trilogia O Hobbit.

## Filmes
| Ano  | Filme                                     | Personagem  | Notas |
| ---- | ----------------------------------------- | ----------- | ----- |
| 2012 | The Hobbit: An Unexpected Journey         | Óin         | [ 2 ] |
| 2013 | The Hobbit: The Desolation of Smaug       | Óin         | [ 2 ] |
| 2014 | The Hobbit: The Battle of the Five Armies | Óin         | [ 2 ] |
| 2014 | Syrenia                                   | Joseph Ford |       |